# Championnat d'Europe des clubs champions de triathlon
Le championnat d'Europe des clubs champions de triathlon est une compétition de triathlon créée et organisée par la Fédération européenne de triathlon (Europe Triathlon) en 2015.

## Organisation
La compétition s’établit sur le principe d'une rencontre internationale et annuelle entre les vingt meilleurs clubs européens. L’épreuve a lieu sous la forme d'un triathlon en relais mixte au format XS. Chaque équipe a l'obligation d'aligner au départ au moins une triathlète féminine et un triathlète masculin de la nationalité du club. L'ordre des relais est obligatoirement fixé à un passage de témoin homme/femme/homme/femme.
La première édition était prévue le 4 octobre 2015 à Nice en France. Cette édition où 17 clubs auraient dû s'affronter devait servir « d’événement test » et déterminer, selon le succès rencontré, la pérennité de l’épreuve internationale. Mais à la suite des violentes intempéries qui ont frappé la région niçoise dans la nuit du 3 octobre, les pouvoirs publics en accord avec la Fédération et pour des questions de sécurité ont annulé l'épreuve.
La seconde édition se déroule en Espagne et voit le club français Poissy triathlon, remporter le premier titre de cette nouvelle et première rencontre internationale des clubs de triathlon. La 3e édition en 2017 est remportée par le club portugais Sport Lisboa e Benfica qui devance le tenant du titre. En 2018, Poissy triathlon reprend le titre et réalise avec Metz triathlon en seconde position un doublet français sur ce championnat européen.

## Palmarès
| Année | Lieu            | Médaille d'or               | Temps           | Médaille d'argent      | Temps           | Médaille de bronze     | Temps           |
| ----- | --------------- | --------------------------- | --------------- | ---------------------- | --------------- | ---------------------- | --------------- |
| 2025  | Susz            |                             |                 |                        |                 |                        |                 |
| 2024  | Épreuve annulée | Épreuve annulée             | Épreuve annulée | Épreuve annulée        | Épreuve annulée | Épreuve annulée        | Épreuve annulée |
| 2023  | La Baule        | Poissy triathlon            | 1 h 33 min 28 s | Issy triathlon         | 1 h 34 min 12 s | Metz triathlon         | 1 h 35 min 14 s |
| 2022  | Banyoles        | EJOT Team TV Buschhuetten I | 1 h 18 min 26 s | Poissy triathlon       | 1 h 19 min 24 s | Metz Triathlon         | 1 h 20 min 1 s  |
| 2021  | Alhandra        | Poissy triathlon            | 1 h 23 min 8 s  | Metz Triathlon         | 1 h 23 min 31 s | ADSW 1912 Darmstadt    | 1 h 24 min 3 s  |
| 2020  | Alhandra        | Poissy triathlon            | 1 h 22 min 12 s | Sport Lisboa e Benfica | 1 h 23 min 16 s | ATRIAC-6D              | 1 h 23 min 50 s |
| 2019  | Alhandra        | Poissy triathlon            | 1 h 21 min 5 s  | Sport Lisboa e Benfica | 1 h 21 min 18 s | Metz triathlon         | 1 h 22 min 7 s  |
| 2018  | Lisbonne        | Poissy triathlon            | 1 h 23 min 9 s  | Metz triathlon         | 1 h 23 min 35 s | Sport Lisboa e Benfica | 1 h 23 min 43 s |
| 2017  | Banyoles        | Sport Lisboa e Benfica      | 1 h 23 min 48 s | Poissy triathlon       | 1 h 23 min 55 s | Cidade de Lugo Fluvial | 1 h 24 min 18 s |
| 2016  | Banyoles        | Poissy triathlon            | 1 h 23 min 32 s | AS Triathlon Rimini    | 1 h 24 min 57 s | AS Minerva Roma        | 1 h 25 min 38 s |
| 2015  | Nice            | Épreuve annulée             | Épreuve annulée | Épreuve annulée        | Épreuve annulée | Épreuve annulée        | Épreuve annulée |